# Angela Griffin
Angela Griffin (ur. 19 lipca 1976 w Leeds) – brytyjska aktorka.

## Filmografia
- Emmerdale (1992) jako Tina
- Coronation Street (1993–1998) jako Fiona Middleton
- Szpital Holby City (Holby City) (1999–2001) jako Jasmine Hopkins
- Budząc zmarłych (Walking the Dead) (2001) jako Marina Coleman
- Babyfather (2001–2002) jako Chantelle
- Wbrew przeciwnościom (Down to Earth) (2003–2004) jako Frankie Brewer
- Ostre cięcie (Cutting it) (2005) jako Darcey Henshall
- Waterloo Road (2006–2007, 2009) jako Kim Campbell
- Listonosz Pat (Postman Pat) (2006) jako Amy, weterynarz (głos)
- Po prostu miłość (Last Chance Harvey) (2008) jako Melissa
- Boy Meets Girl (2009) jako Fiona
- Przekręt (Hustle) (2011) jako Georgina Althorp
- Mount Pleasant (2011) jako Shelley
- Emergency with Angela Griffin (2012)